# Catolicismo tradicionalista

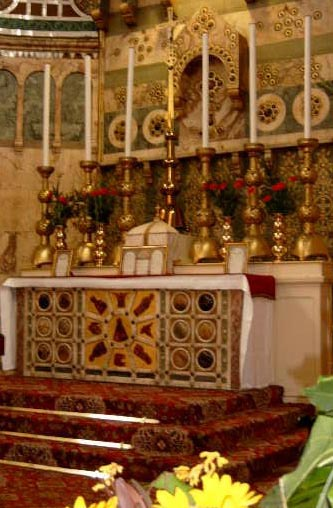
Altar dispuesto para la celebración de la misa en el rito romano tradicional.

El catolicismo tradicionalista o tradicionalismo católico es una corriente religiosa dentro de la Iglesia católica que defiende la restauración de las costumbres, tradiciones, formas litúrgicas, espiritualidad y doctrina anteriores al Concilio Vaticano II (1962-65). El catolicismo tradicionalista suele asociarse a la misa tridentina y a una preferencia por el uso del latín en la misa y en otros ámbitos de la vida eclesiástica.
Los católicos tradicionalistas son críticos con las transformaciones litúrgicas del Concilio Vaticano II, y opinan que las reformas del Concilio han eliminado buena parte del elemento sacro y místico de la liturgia, protestantizándola y erosionando la fe en la presencia real de Cristo en la Eucaristía. Muchos tradicionalistas también se oponen a las posiciones sociales de la Iglesia posterior al Concilio. También suelen ser críticos con el ecumenismo, porque creen que difumina la línea divisoria entre el catolicismo y el resto de religiones.
El catolicismo tradicionalista no es un movimiento homogéneo y se pueden distinguir distintos tipos de tradicionalistas en función de su mayor o menor grado de comunión con la Santa Sede. Las órdenes tradicionalistas más radicales defienden el sedevacantismo: afirman que el papa actual no es legítimo y niegan su autoridad. Otros tradicionalistas se encuentran en comunión plena con la Santa Sede, y muchos otros se encuentran en una posición intermedia o irregular. Una de las comunidades más comunes entre los católicos tradicionalistas es la Fraternidad Sacerdotal San Pedro, fundada por el Rev. Josef Bisig fue erigida canónicamente por Juan Pablo II en 1988, para preservar, promover y custodiar  la Misa tridentina, ante el rumor de cisma de Marcel Lefebvre y la Fraternidad Sacerdotal San Pío X.
Hay dificultades para establecer cifras concretas, pero se estima que hay alrededor de 1 millón de católicos tradicionalistas en el mundo, con presencia en docenas de países.

## Doctrina y posiciones

### Contrarrevolución y antimodernismo
Muchas de las tesis contrarrevolucionarias y antiliberales del siglo XIX han sido rescatadas por el catolicismo tradicionalista. Algunas de estas posiciones pueden verse en el Syllabus de Pío IX o en las enseñanzas de Pío X, haciendo énfasis en la oposición al modernismo, el progresismo y el catolicismo liberal. En este sentido, el catolicismo tradicionalista es el heredero principal del catolicismo integrista del siglo XIX. Así, muchos tradicionalistas defienden ideas calificadas por ellos mismos como «contrarrevolucionarias» o «antimodernistas». No obstante, otros grupos, sin rechazar esas etiquetas, no se refieren tanto a la restauración del Antiguo Régimen sino a la instauración del llamado reinado social de Jesucristo, con énfasis en la doctrina social de la Iglesia y encíclicas como Rerum novarum de León XIII.
Esas ideas traen asimismo la negación del ecumenismo y la oposición a al menos parte del diálogo interreligioso, afirmando que es imposible poner todas las ramas del cristianismo al mismo nivel o buscar rasgos comunes entre ellas, dado que una de ellas debe ser la correcta en perjuicio del resto. Los sacerdotes tradicionalistas suelen prestar el juramento antimodernista de Pío X suprimido en 1967.

## Tradicionalismo teológico contemporáneo

### Oposición al Concilio Vaticano II

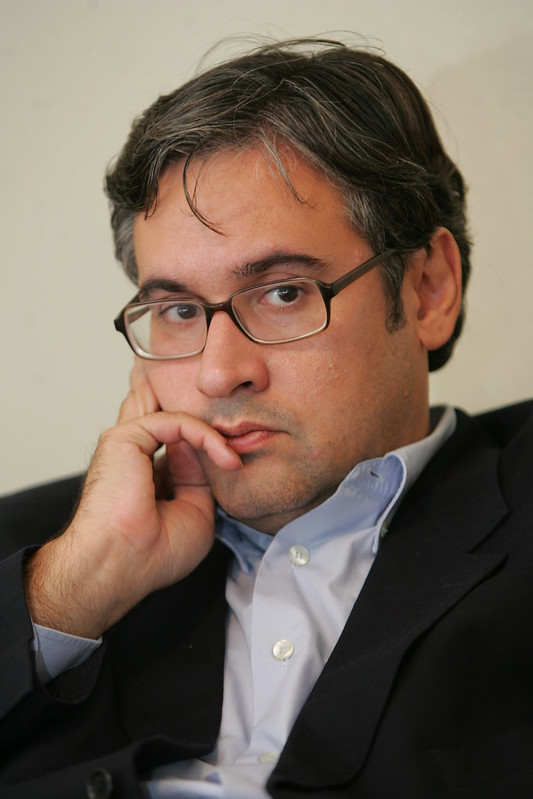
Juan Manuel de Prada, autor tradicionalista católico español.

De forma específica, la denominación católicos tradicionalistas se suele[¿quién?] emplear para designar a la corriente de pensamiento católico que expresó su desacuerdo con todas o algunas de las reformas del Concilio Vaticano II y a la Reforma Litúrgica de Pablo VI.[cita requerida] Aunque esta posición teológica suele ser denominada con el nombre de "tradicionalismo", en realidad no guarda relación alguna con las posturas heréticas que han sido condenadas por la Iglesia católica en el siglo XIX (los católicos tradicionalistas se adhieren al magisterio de la Iglesia y rechazan la herejía "tradicionalista"). La finalidad de estos católicos es la de intentar restaurar la liturgia romana en su modo clásico o anterior al Concilio Vaticano II, las devociones públicas y privadas y la preservación de la Tradición como fuente inalterable de la fe y la doctrina católica; profesando la religión católica bajo el esquema de tradición. Esto implica utilizar las formas y usos propios de la tradición como son, el orden de la misa, las vestimentas, el comportamiento en el templo, la forma de oración y más notoriamente el uso de la lengua latina como lengua sagrada para las devociones.
El movimiento tradicionalista ha tenido varios surgimientos desde otras épocas pero en su forma actual nace a raíz de los cambios realizados en la Iglesia por el papa Pablo VI, quien prosiguiera el Concilio Vaticano II que había sido convocado por el papa Juan XXIII.
Entre los mencionados cambios se pueden evidenciar:
1. El cambio en las palabras del Padre Nuestro. Basado principalmente en un problema de traducción de la palabra latina Debitoris-i.
2. Los cambios en la consagración de la misa: al pasar de una forma "secreta" (sólo el sacerdote la dice de espaldas a los feligreses y en voz baja) a una forma "pública" (el sacerdote la dice frente a los feligreses y voz alta). Adicionalmente con los eventuales problemas de traducción de la parte "Pro Multis", que fue cambiada por un decreto aprobado por el papa Benedicto XVI.[5]
3. La organización general de la misa por el Novus Ordo Misae.
4. La modificación del 'es' por el 'subsiste' en el número 8 de la constitución dogmática Lumen gentium. Este afirmó que «esta iglesia, constituida y ordenada en este mundo como una sociedad, subsistit in (subsiste) la Iglesia católica, gobernada por el Sucesor de Pedro y por los obispos en comunión con él, aunque pueden encontrarse (licet) fuera de ella muchos elementos de santificación y de verdad que, como dones propios de la Iglesia de Cristo, inducen hacia la unidad católica».

Dentro de los representantes que se pronunciaron contrarios a los cambios se encuentra el arzobispo francés Marcel Lefebvre quien siempre mantuvo una postura contra los cambios indicados. Marcel Lefebvre nunca se manifestó expresamente proclive a la ruptura con la Iglesia. Monseñor Lefebvre fue suspendido por la ordenación ilegal de los seminaristas del Seminario Internacional San Pío X de Écone y finalmente excomulgado, situación en la que fallecería, al haber ordenado cuatro obispos sin el consentimiento del papa.  
Con el paso del tiempo, algunos grupos tradicionalistas que estaban señalados como 'desobedientes', se han reconciliado plenamente con la Iglesia Católica aceptando el Magisterio del Concilio Vaticano II (entre estos grupos puede mencionarse la Fraternidad Sacerdotal de San Pedro, sociedad de sacerdotes que celebran la liturgia tridentina). Otros grupos, como la Fraternidad Sacerdotal San Pío X (FSSPX) fundada por Lefebvre, aunque en comunión con la Santa Sede siguen en situación irregular. Sin embargo, según declaró en 2017 el cardenal Castrillón, presidente de la Comisión Pontificia Ecclesia Dei entre 2000 y 2009, los sacerdotes de la FSSPX «están dentro de los confines de la Iglesia», aunque precisó que «hace falta una comunión más plena, más perfecta».
Con el paso del tiempo, algunos grupos tradicionalistas que estaban señalados como 'desobedientes', se han reconciliado plenamente con la Iglesia Católica aceptando el Magisterio del Concilio Vaticano II (entre estos grupos puede mencionarse la Fraternidad Sacerdotal de San Pedro, sociedad de sacerdotes que celebran la liturgia tridentina). Otros grupos, como la Fraternidad Sacerdotal San Pío X (FSSPX) fundada por Lefebvre, aunque en comunión con la Santa Sede siguen en situación irregular. Sin embargo, según declaró en 2017 el cardenal Castrillón, presidente de la Comisión Pontificia Ecclesia Dei entre 2000 y 2009, los sacerdotes de la FSSPX «están dentro de los confines de la Iglesia», aunque precisó que «hace falta una comunión más plena, más perfecta».

### Tradicionalistas en comunión con la Iglesia Católica
La mayoría de los grupos tradicionalistas católicos están plenamente integrados en la Iglesia católica y reconocidos por la Santa Sede. En el pasado, a estos grupos se les denominaba «indultistas», en referencia a los documentos de Juan Pablo II Quattuor abhinc annos de 1984 y Ecclesia Dei de 1988, pero desde la publicación del motu proprio Summorum Pontificum' del Benedicto XVI de 2007 también se les llama «motu-propristas» o simplemente católicos Summorum Pontificum. Estos católicos no rechazan formalmente el Concilio Vaticano II, sino que lo interpretan y aplican, teológica y pastoralmente, siguiendo una línea de continuidad con la tradición constante e ininterrumpida de la Iglesia y de todos los concilios ecuménicos anteriores. Por tanto, abarcan tanto el Código de Derecho Canónico promulgado por Juan Pablo II en 1983 como el Catecismo de la Iglesia Católica aprobado por el mismo Pontífice en 1992.
Estas organizaciones aceptan los documentos del Concilio Vaticano II y consideran legítimos los cambios asociados al Concilio (como la revisión de la Misa), pero celebran las formas más antiguas con la aprobación de la Santa Sede.
El Dicasterio para los Institutos de Vida Consagrada y las Sociedades de Vida Apostólica se ocupa de diversas congregaciones religiosas y sacerdotales, plenamente integradas en la Iglesia católica y reconocidas por la Santa Sede y vinculadas exclusivamente a la Liturgia Tridentina, entre las que las más conocidas son:
- Fraternidad Sacerdotal de San Pedro (FSSP)
- Instituto de Cristo Rey Sumo Sacerdote (ICKSP, ICRSS)
- Hijos del Santísimo Redentor (FSSR)[12]
- Instituto del Buen Pastor (IBP)
- Siervos de Jesús y María (SJM)[13]
- Fraternidad San Vicente Ferrer
- Administración Apostólica Personal de San Juan María Vianney (PAASJV)

### Sociedad de San Pío X
La Sociedad de San Pío X (SSPX) fue fundada en 1970, con la autorización del obispo de la Lausana, Ginebra y Friburgo, por el arzobispo Marcel Lefebvre. Lefebvre fue declarado culpable de excomunión automática en 1988, tras las consagraciones ilícitas. En enero de 2009, el Prefecto de la Congregación para los Obispos remitió las excomuniones en las que la Congregación había declarado haber incurrido a los obispos de la Sociedad en 1988.
Más recientemente, el Vaticano ha concedido a los sacerdotes de la SSPX la autoridad para oír confesión y ha autorizado a los ordinarios locales, en determinadas circunstancias, a conceder delegación a los sacerdotes de la SSPX para que actúen como testigos cualificados necesarios para la válida celebración del matrimonio. El Monasterio de Nuestra Señora de Guadalupe en Silver City, Nuevo México, afiliado a la SSPX, busca la aprobación del Vaticano a través de la sociedad. 
En 2017, una declaración de la Santa Sede dijo que la SSPX tenía un estatus canónico irregular «por el momento».

### Sedevacantismo
Se trata de la posición teológica de aquellos católicos que no reconocen a la Iglesia del Vaticano II como la Iglesia católica rechazando la legitimidad de los papas posteriores a Pío XII por considerar que han incurrido en herejía pública y por consiguiente están privados de autoridad. Para los sedevacantistas, tras la muerte de Pío XII no han existido papas verdaderos en la Iglesia católica, por lo que la Sede Romana se encuentra vacante, usurpada por modernistas.
En líneas generales, no reconocen a Juan XXIII, responsable del Concilio Vaticano II y de establecer una política de adaptación eclesiástica a los nuevos tiempos, que habría creado una Iglesia paralela (Iglesia conciliar). Tampoco reconocen a Pablo VI, Juan Pablo I, Juan Pablo II, Benedicto XVI, Francisco ni a León XIV, porque serían artífices y arquitectos de una nueva iglesia.
Actualmente, los sedevacantistas se organizan en congregaciones, uniones pías o ministerios independientes. Entre los sacerdotes más conocidos se encuentra el fallecido sacerdote  Anthony Cekada, quien realizó una importante labor teológica dogmática y sacramental.